# Martin Andersson (fotbollsspelare född 1981)
Martin Andersson, född 16 januari 1981 i Arentorp, är en svensk före detta fotbollsspelare (försvarare) som spelade för IF Elfsborg.
Andersson är fotbollsfostrad i Arentorps SK, där han A-lagsdebuterade i division 4 som 14-åring. 1997 över till IF Elfsborg. Han gjorde sin allsvenska debut 2000. Andersson spelade 198 allsvenska matcher för Elfsborg och vann två cupguld samt två SM-guld under sin karriär. Efter säsongen 2013 valde Andersson att avsluta sin fotbollskarriär.
Mellan 2000 och 2004 spelade Andersson 10 landskamper för Sveriges U21-landslag.

## Meriter
- Svensk mästare 2012 med IF Elfsborg
- Svensk mästare 2006 med IF Elfsborg
- Svenska Cupen 2001 och 2003
- Landskamper: 10 U21 (år 2000–2004), 10 J, 34 pojk

## Seriematcher och mål
- 2008:
- (2001–07: 121 / 2)
- 2007: 16 / 0
- 2006: 19 / 0
- 2005: 19 / 0
- 2004: 18 / 0
- 2003: 15 / 1
- 2002: 17 / 0
- 2001: 17 / 1
- 2000: ?